# بیاووبژگی (استان پودلاسکی)
بیاووبژگی (به لهستانی:  Białobrzegi) یک روستا در لهستان است که در گمینا اوگوستوو واقع شده‌است. بیاووبژگی ۳۳۰ نفر جمعیت دارد و ۱۲۱ متر بالاتر از سطح دریا واقع شده‌است.